# Hypnodendron subspininervium
Hypnodendron subspininervium är en bladmossart som beskrevs av Georg Friedrich von Jaeger 1880. Hypnodendron subspininervium ingår i släktet Hypnodendron och familjen Hypnodendraceae. Inga underarter finns listade i Catalogue of Life.